# Augy, Yonne
Augy är en kommun i departementet Yonne i regionen Bourgogne-Franche-Comté i norra Frankrike. Kommunen ligger i kantonen Auxerre-Est som tillhör arrondissementet Auxerre. År 2022 hade Augy 963 invånare.

## Befolkningsutveckling
Antalet invånare i kommunen Augy
| Referens: INSEE |